# Podobin
Podobin est une localité polonaise de la gmina de Niedźwiedź, située dans le powiat de Limanowa en voïvodie de Petite-Pologne.